# George Stanca
George Stanca (n. 7 mai 1947, Buftea, România – d. 4 februarie 2019, București, România) a fost un poet și publicist român.

## Biografie

### Primii ani
George Stanca s-a născut în localitatea Buftea. Părinții săi erau Nicolae Stanca, economist, și Anișoara (născută Crăciun). 
Între 1954-1961 a urmat școala elementară în Giulești Sârbi, cartier aflat la marginea Bucureștiului, raionul Gheorghe Gheorghiu Dej și între 1961-1965, Liceul „Doamna Stanca” din București. 
În 1973 era absolvent al Institutului de Construcții București, obținând diploma de inginer.

### Carieră profesională
Din 1970 a lucrat pe șantierul Chiajna, la un depozit legume fructe, ulterior la prefabricate (Vitan-Bârzești și Militari BCA), investiții (IAPI Turism București), sistematizare teritoriu (arhitect-șef al sectorului 6 București), proiectare (inginer principal ICRAL Cotroceni) până în ziua revoluției din 1989.

### Carieră literară și artistică
Primele încercări literare se adresează revistelor „Cravata roșie”, „Luminița” și încercările lui de a-și publica versurile.
În timpul studenției a fost solistul vocal al formației rock Odeon. Cariera sa literară și artistică evoluează în paralel cu cea de inginer.
A debutat ca publicist în 1971, în revista „Săptămâna” condusă de Eugen Barbu, fiind titular al unei rubrici de muzică pop-rock-ușoară și devenind „comentator muzical” cum îi plăcea să se numească, nu cronicar. În 1972 continuă să colaboreze la revista Săptămâna. Între 1971-1972 este colaborator „Contemporanul”, „Scînteia Tineretului”. În perioada 1973-1975 este redactor „Flacăra”, membru fondator alături de Adrian Păunescu și Dorin Tudoran, șef pagină muzicală, secretar muzical al Cenaclului Flacăra și reporter.
A condus și realizat pagina de „muzică tânără”, termen statuat de el pentru a evita indicațiile cenzurii care numea pop-ul, rock-ul și folk-ul „muzică ușoară”. În calitatea de secretar muzical de cenaclu, a fost cel care i-a descoperit/adus pe Mircea Vintilă, Dan Chebac, Adriana Aush, Radu Gheorghe, Mihai Diaconescu alias Anghel Mora și alții.
Tot la Flacăra, în paralel, și-a găsit și o preocupare „serioasă”, de care s-a îndrăgostit pe viață și pe care nu a părăsit-o niciodată, reportajul.

### Plagiat
În decembrie 2013, Gheorghe Stanca, cunoscut în mediul literar sub pseudonimul Ghenadi Strungar, a fost condamnat la un an cu suspendare pentru plagiat deoarece și-a însușit în mod ilicit traducerea romanului Jurnal de Lev Tolstoi, tradus de fapt din limba rusă de Janina Ianoși. Gheorghe Stanca este primul român condamnat la închisoare pentru plagiat.

## Operă
- „Tandrețe maximă”, Editura Albatros, București, 1981, versuri, lector Gabriela Negreanu
- „Poeme pricinoase”, Editura Eminescu, București, 1983, versuri, lector Daniela Crăsnaru
- „Excursie cu liftul”, Editura Albatros, București, 1988, versuri lector Domnița Ștefănescu
- „Angel radios”, Editura Giuleștino, prefață de Ion Cristoiu, București, 1994, versuri, selecție Radu G. Țeposu
- „Un an sub Ciorbea”, Editura Giuleștino,  București, 1998, pamflete politice
- „De la marea schimbare la marea dezamăgire”, Editura Giuleștino, București, 2001, pamflete politice,
- „Stare de gr(e)ație”, Editura Giuleștino, prefață de Eugen Simion, postfață de Ion Rotaru, București, 2001, versuri
- „Ești mică, Bocșă”, Editura Giuleștino. București, 2001 (în colaborare cu Lena Stanca), colinzi, cântece, redactor Lena Boldea
- „Giuleștina și ai mei,”  Editura Giuleștino, București, 2003, cronici și pamflete de sport, redactor Lena Boldea
- „Piese neterminate pentru o vioară dezacordată”, Editura Cartea Românească, București, 2004, nuvele, redactor Mădălina Ghiu,  prefață Dan Cristea
- „Eu vă sfidez pe toți”, Editura Paralela 45, Pitești, 2004, eseuri consumculturale, redactor Lucian Pricop, prefață Bogdan Ghiu
- istoria Presei, Pamfil Șeicaru, îngrijitorul ediției, Editura Paralela 45, Pitești, redactor Lucian Pricop
- Angel Radios (Beaming Angel), Editura Paralela 45, Pitești, 2008, ediție bilingvă româno-engleză, traducere Maria Muguraș Petrescu
- Angel Radios (Angel Radieux), Editura Călăuza, Deva, 2010, ediție bilingvă româno-franceză, traducere Maria Muguraș Petrescu
- ”Epistolar”, București, Editura Adevărul, București, 2011, scrisori
- ”Șantajul și etajul. Pamfil Șeicaru între legendă și adevăr”, Editura Adevărul, București, 2012, Teza de doctorat
- "Erotikon", Editura Niculescu, București, 2011, versuri, prefață Al.Cistelecan
- ”Cu tandrețe maximă”, Editura Princeps, Iași, 2013, Opera poetică, Ediție critică realizată de Lena Boldea Stanca, prefață de Daniel Corbu,
- ”Pionier în pop, rock, folk”, Editura Semne, București, 2017, articole de muzică, redactor Lena Boldea Stanca
- ”Un corp scufundat într-un lichid” Editura Semne, București, 2017, versuri, redactor Lena Boldea Stanca
- "Reporter de profesie", Editura Semne, București, 2018, reportaje, însemnări, jurnale, interviuri, portrete în aqua-forte, redactor Lena Boldea Stanca
- Prezent ca personalitate în Who's Who în România, O istorie a literaturii române - Ion Rotaru, Istoria literaturii române - Dumitru Micu, Istoria  literaturii române de azi pe mâine (1944 - 1989) Marian Popa, Dicționarul Scriitorilor Români - Mircea Zaciu, Marian Papahagi, Aurel Sasu, Dicționarul biografic al scriitorilor români - Aurel Sasu, Istoria tragică -grotescă a întunecatului deceniu literar nouă, 1993, Radu G. Țeposu, Dicționarul personalitaților secolului XX - , Pornind de la un vers - Traian T. Coșovei, Șarpele cu clopoței furați - Dan David, în calitate de poet; Dicționar de Rock-Pop-Folk - Daniela Caraman-Fotea și Cristian Nicolau, în calitate de comentator de muzică rock